# Aulock (Adelsgeschlecht)

Wappen derer von Aulock

Aulock ist der Name eines schlesischen Uradelsgeschlechts.

## Geschichte
Das Geschlecht erscheint urkundlich erstmals am 23. Oktober 1252 mit Janussius genannt Ulebogk und seinem Sohn Ratibor, mit denen auch die Stammreihe des Geschlechts beginnt.

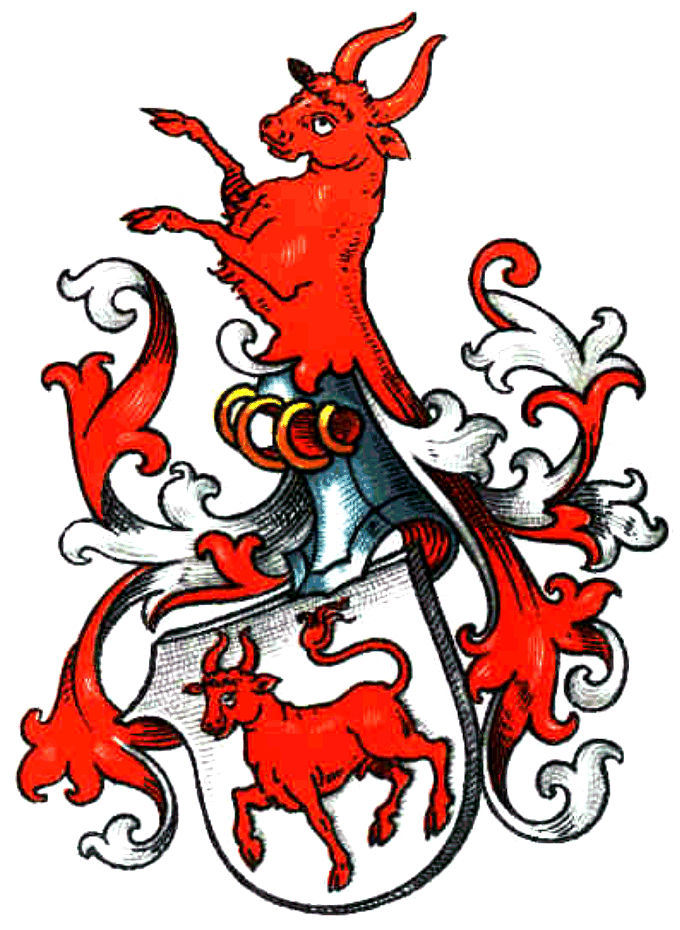
Aulock-Wappen im Schlesischen Wappenbuch

## Wappen
Das Wappen der Familie zeigt in Silber einen schreitenden schwarzen Stier. Auf dem Helm mit schwarz-silbernen Decken steht ein wachsender Stier.
Im Schlesischen Wappenbuch ist das gleiche Wappen in den Farben Rot-Silber abgebildet.

## Personen
- Karl von Aulock verheiratet mit Josepha, geborene Wegen
  - Karl von Aulock (1771–1830), Weihbischof in Breslau
- Hyacinth von Aulock (1790–1873)
  - Heinrich von Aulock (1824–1885), deutscher Mediziner, Gutsbesitzer und Mitglied des Deutschen Reichstags
- Franz von Aulock (1856–1904) verheiratet mit Antonie geb. Schoenheyder
  - Hubertus von Aulock (1891–1979), Offizier der Wehrmacht und Freikorpsführer
  - Andreas von Aulock (1893–1968), Offizier der Wehrmacht
  - Wilhelm von Aulock (1900–1993), Ministerialdirigent in Bonn
- Johannes von Aulock (* 1878), Major
  - Hans von Aulock (1906–1980), deutscher Bankier und Numismatiker